# Janaria
Janaria is een geslacht van neteldieren uit de  familie van de Hydractiniidae.

## Soort
- Janaria mirabilis Stechow, 1921